# Lucía
Lucía es un nombre propio femenino de origen latino, puede significar «brillante» o «luminoso»; y se le dio en la antigüedad a las niñas nacidas con las primeras luces de la mañana. Deriva del praenomen Lucius, al igual que su forma masculina Lucio. También comparte la misma raíz etimológica que la palabra Lucifer (Lucem ferre, "el portador de la luz").

## Variantes
- Lucio
- Lucero
- Luz
- Lucila
- Luciano
- Luciana
- Lucinda
- Lucitania
- Lucinna

## Variantes en otros idiomas
| Equivalencias en otros idiomas |               |          |                        |  |  |
| Idioma                         | Traducción    | Idioma   | Traducción             |  |  |
| Gallego                        | Lucía         | Danés    | Lucia                  |  |  |
| Catalán                        | Llúcia        | Noruego  | Lucia                  |  |  |
| Francés                        | Lucie         | Sueco    | Lucia                  |  |  |
| Italiano                       | Lucia         | Ruso     | Svetlana               |  |  |
| Portugués                      | Lúcia, Luzia  | Español  | Lucía                  |  |  |
| Inglés                         | Lucy          | Polaco   | Łucja o Lucja          |  |  |
| Alemán                         | Lucia o Luzie | Eslovaco | Lucia                  |  |  |
| Neerlandés                     | Loes          | Islandés | Lúcía                  |  |  |
| Vasco                          | Luzia         | Griego   | Λουκία (se lee Luquía) |  |  |
| Búlgaro                        | Liucija       | Húngaro  | Luca (se lee Lutza)    |  |  |
| Esloveno                       | Lucija        | Hawaiano | Lukya                  |  |  |
| Vasco                          | Lukene        | Árabe    | لوسي (Lwsy)            |  |  |

## Santoral
- 13 de diciembre: Santa Lucía (santa de los ciegos y de la luz)

Hay dos dichos que son En Santa Lucía se igualan las noches con los días y Por Santa Lucía se alargan las noches y se acortan los días, en Navidad un ciego lo verá (o un necio lo verá), porque los días y las noches tienen las mismas horas de luz y la noche se empieza a alargar.

## Curiosidades
- El astrónomo Johann Palisa, nombró al asteroide 222 con el nombre de Lucía, en honor de su propia hija.
- Fue el nombre que le puso el arqueólogo Donald Johanson a los huesos que encontraron de un Australopithecus afarensis en honor a la canción que escuchaban en el momento del hallazgo: ¨Lucy in the Sky with Diamonds¨ de The Beatles.